# Poliskommendör
Poliskommendör (finska Poliisikomentaja) är en tjänstetitel som bärs av polischefen i Helsingfors härad. Motsvarande svenska tjänstegrad är länspolismästare.